# Odrowąż (przystanek kolejowy)
Odrowąż – dawny przystanek kolejowy (Gnieźnieńska Kolej Wąskotorowa) w Odrowążu, w województwie wielkopolskim, w Polsce. Oddany do użytku w 1884 roku.